# 梦沉抹大拉
《夢沉抹大拉》（日语：マグダラで眠れ）是支倉凍砂所著的日本輕小說、由負責繪製插畫，並已被改編成同名漫畫。與作者的前一部作品狼與辛香料同樣是在中世紀歐洲風格世界觀下，是由為世人所忌諱的鍊金術師與虔誠的修女之間的交流展開的故事。此作品獲得第二屆店員最愛輕小說大賞第1名。
本作的衍生作品，是由作者擔任原作的漫畫《少女於書架之海中沉睡》（日语：少女は書架の海で眠る）則由松風水蓮作畫，於《月刊Comic電擊大王》連載。

## 故事簡介
這是個人們追求新技術，企圖將領土拓展到異教徒居住地的時代。
身為鍊金術師的青年庫斯勒在研究過程中做出背棄教會的舉動，
遂與舊識鍊金術師威藍多一同被送往位於戰爭前線城市戈爾貝蒂裡的工坊。
到達戈爾貝蒂後，庫斯勒等人才知曉前任鍊金術師的死因成謎。
所前往的那間工坊，有一位自稱「翡涅希絲」的白色修女正等候著他們。
她的任務竟是「監視」庫斯勒他們──？

## 登場人物

### 主要角色
庫斯勒
主角，有著「不眠的鍊金術師」異名的紅髮青年鍊金術師，庫斯勒並非本名，而是教導鍊金術的老師所取的，意思為「利息」。
總是裝出一副地痞無賴的樣子，實際上相比於其他鍊金術師來有非常難得的常識和判斷力。
過去有個叫芙莉婕的戀人，但對方事實上是為了偷走其技術的教皇派間諜，在他出外買酒時被騎士團給殺死，之後內心就一直對此有些陰影。
其「抹大拉」之夢是鍊成傳說中的金屬「奧里哈魯根」。
烏魯·翡涅希絲
隸屬於騎士團的「聖歌隊」的白髮綠瞳年輕修女，是作為庫斯勒與威藍多的監視者而來。
有著與年輕外表不符的智慧和認真的一面，具有閱讀只有貴族、神職人員與鍊金術師才懂的高級文字的能力，但也保有著些許與年紀相當的天真與不服輸的個性。
對信仰頗為虔誠，一開始時對鍊金術師有著一定的歧見，但在與庫斯勒等人相處後慢慢有所改觀。
不吃肉；不能喝酒，一喝就會醉。
威藍多
過去與庫斯勒曾在同一間工坊修行的舊識，也是名鍊金術師。因為毒殺某個修道院的院長而被逮捕，之後與庫斯勒一同被派到戈爾貝蒂的工坊。
有著一頭蓬亂無章的金色長髮並胡亂地綁成一束，臉上留著邋遢的鬍子，體格精悍。
喜歡以戲弄他人的說話方式來掩飾自己，很擅長掌握女性的心理，並在女性之間有很高的人氣。

伊莉涅·布魯納
戈爾貝蒂工匠工會的會長代理人，代替死去的丈夫羅伯特繼承了其位置，是個紅髮的少女。
個性直率且有些固執、表裡如一，會對工匠技術深深著迷。
會提供得到騎士團命令的庫斯勒等人工匠的技術書。第二卷時因為丈夫的因素捲入了大馬士革鋼的騷動。第三卷開始與庫斯勒等人一同旅行。

### 各卷登場角色

#### 第一卷
阿朗·波斯特
克勞修斯騎士團戈爾貝蒂後勤運輸隊隊長，體型肥胖，實際上統治著戈爾貝蒂的人。
湯瑪斯·布朗科特
在庫斯勒與威藍多來到戈爾貝蒂前的騎士團鍊金術師工房的鍊金術師，技術高超，能煉製出了純度高得難以置信的鐵，故事開始前就遭人殺害身亡。

#### 第二卷
艾魯·歐特里斯
代替了失勢的波斯特，被騎士團派來戈爾貝蒂的新任後勤運輸隊長。
克洛克·英格斯
戈爾貝蒂的鍛造師其中一員，向庫斯勒提起了大馬士革鋼的消息。
安達·沃爾森
戈爾貝蒂市場裡的鐵器商人。
賽納魯·索培特斯
住在戈爾貝蒂的老人。

#### 第三卷
古朗·艾魯森
克勞修斯騎士團傳令官。
庫拉托魯大公
南部的大貴族。
芙勞·馮·海德堡
戈爾貝蒂的貴族千金。
卡爾多斯
流浪之民的頭目。

## 用語
教會
以為首的宗教機構，這個世界上最大的權威。為了城市的管轄權而與騎士團處於互相對立關係，一直想要超越騎士團。
在增加信徒的同時也不斷的在狩獵所謂的異端，從22年前開始主導東方失地收復運動——取回失去的聖地，這個宗教性的軍事行動。
騎士團
這裡專指「克勞修斯騎士團」。在這個世界的權勢之大，可說無人不知無人不曉，是金錢與軍事力量的化身。
理解鍊金術師的存在，麾下有不少受其管轄的鍊金術師，鍊金術師為了保護自己與得到研究所需的資金、設備也會主動與其合作。
前身為克勞修斯兄弟會，本來只是提供上述的東方失地收復運動的戰士與巡禮者救治用的醫院的設施，但在這兩者留下遺言便辭世長眠，將身後財產全數託付給兄弟團；托這些遺產的福變得富裕，富裕之後為了守護自己的財產，就必須擁有獨自的武力。最後，原先只是善良修士接受虔誠信徒的最後佈施的團體，不知不覺間演變成貪婪騎士積極追求財富的組織。
商工會
商人和工匠的公會組織。在戈爾貝蒂，城市的參事會員幾乎都被騎士團收買，因此商工會也無法違逆騎士團。
鍊金術師
以現代的觀點來講就是所謂的研究人員與科學家。其研究裡所提供出的成果大大的提升了冶金技術與採掘技術的水準。
為了滿足好奇心與對知識的追求欲望而往往會不擇手段，甚至做出了超出常人所能理解的程度的實驗，因此被一般人認為是像魔女或被惡魔附身那樣的令人忌諱的存在。因此在實驗中發生意外和為了奪取其技術而死的人很多。
基本上組成的份子都是人們所厭惡的怪人或狂人居多。為了進行實驗而需要某些方面的技術時會與工匠互相交流。
為了保護自己和獲取實驗所需的資金及設備而託庇於騎士團底下的人數並不少，因此鍊金術師也給人狡猾的印象。
不知是誰起頭的，把鍊金術師所注視的「前方」世界，叫做「抹大拉」之地。
異教
佔據了教會所說的聖地，與教會、騎士團戰鬥、對立了二十多年的國家與集團的通稱。

## 出版書籍

### 輕小說
| 集數 | ASCII Media Works | ASCII Media Works      | 台灣角川       | 台灣角川               | 天闻角川       | 天闻角川               |
| 集數 | 初版發售日期      | ISBN                   | 初版發售日期   | ISBN                   | 初版发售日期   | ISBN                   |
| ---- | ----------------- | ---------------------- | -------------- | ---------------------- | -------------- | ---------------------- |
| 1    | 2012年7月10日     | ISBN 978-4-04-886728-3 | 2014年2月5日   | ISBN 978-986-325-786-8 | 2014年12月20日 | ISBN 978-7-5489-1783-0 |
| 2    | 2012年10月10日    | ISBN 978-4-04-886985-0 | 2014年5月15日  | ISBN 978-986-325-940-4 | 2015年3月5日   | ISBN 978-7-5489-1855-4 |
| 3    | 2013年4月10日     | ISBN 978-4-04-891579-3 | 2014年7月10日  | ISBN 978-986-366-040-8 | 2015年6月20日  | ISBN 978-7-5489-1915-5 |
| 4    | 2013年9月10日     | ISBN 978-4-04-866309-0 | 2014年9月17日  | ISBN 978-986-366-120-7 | 2015年8月25日  | ISBN 978-7-5489-2006-9 |
| 5    | 2014年2月10日     | ISBN 978-4-04-866309-0 | 2014年11月15日 | ISBN 978-986-366-220-4 | 2016年4月20日  | ISBN 978-7-5489-2366-4 |
| 6    | 2014年9月10日     | ISBN 978-4-04-866899-6 | 2015年5月22日  | ISBN 978-986-366-486-4 | 2016年7月20日  | ISBN 978-7-5489-2447-0 |
| 7    | 2015年9月10日     | ISBN 978-4-04-865384-8 | 2016年7月13日  | ISBN 978-986-473-201-2 | 2017年4月5日   | ISBN 978-7-5489-2657-3 |
| 8    | 2016年2月10日     | ISBN 978-4-04-865751-8 | 2016年11月14日 | ISBN 978-986-473-376-7 | 2017年12月20日 | ISBN 978-7-5489-2895-9 |

### 漫畫
執筆，於《月刊YOUNG ACE》（KADOKAWA/角川書店）2013年6月號至2015年5月號連載，單行本由Kadokawa Comics A發行，已於2013年9月4日至2014年10月3日發售3卷。松風水蓮執筆的漫畫《少女於書架之海中沉睡》（少女は書架の海で眠る）於《月刊Comic電擊大王》2014年8月號至2015年9月號連載，單行本已於2015年1月9日至10月9日發售2卷。
夢沉抹大拉
| 冊數 | KADOKAWA      | KADOKAWA               |
| 冊數 | 初版發售日期  | ISBN                   |
| ---- | ------------- | ---------------------- |
| 1    | 2013年9月4日  | ISBN 978-4-04-120829-8 |
| 2    | 2014年2月1日  | ISBN 978-4-04-120982-0 |
| 3    | 2014年10月3日 | ISBN 978-4-04-102115-6 |

少女於書架之海中沉睡
| 冊數 | KADOKAWA/ASCII Media Works | KADOKAWA/ASCII Media Works |
| 冊數 | 初版發售日期               | ISBN                       |
| ---- | -------------------------- | -------------------------- |
| 1    | 2015年1月9日               | ISBN 978-4-04-869138-3     |
| 2    | 2015年10月9日              | ISBN 978-4-04-865357-2     |

## 備註
1. ↑  . 每日新聞. 2013年3月20日  [2014年8月28日]. （原始内容存档于2014年5月25日） （日语）.
2. ↑  . 月刊Comic電擊大王.   [2015年11月10日]. （原始内容存档于2014年10月23日） （日语）.
3. ↑  . KADOKAWA.   [2021-10-09]. （原始内容存档于2021-10-09） （日语）.
4. ↑  . 台灣角川.   [2021-10-09]. （原始内容存档于2021-10-09） （中文（臺灣））.
5. ↑  . KADOKAWA.   [2021-10-09]. （原始内容存档于2021-10-09） （日语）.
6. ↑  . 台灣角川.   [2021-10-09]. （原始内容存档于2021-10-09） （中文（臺灣））.
7. ↑  . KADOKAWA.   [2021-10-09]. （原始内容存档于2021-10-09） （日语）.
8. ↑  . 台灣角川.   [2021-10-09]. （原始内容存档于2021-10-09） （中文（臺灣））.
9. ↑  . KADOKAWA.   [2021-10-09]. （原始内容存档于2021-10-09） （日语）.
10. ↑  . 台灣角川.   [2021-10-09]. （原始内容存档于2021-10-09） （中文（臺灣））.
11. ↑  . KADOKAWA.   [2021-10-09]. （原始内容存档于2021-10-09） （日语）.
12. ↑  . 台灣角川.   [2021-10-09]. （原始内容存档于2021-10-09） （中文（臺灣））.
13. ↑  . KADOKAWA.   [2021-10-09]. （原始内容存档于2021-10-09） （日语）.
14. ↑  . 台灣角川.   [2021-10-09]. （原始内容存档于2021-10-09） （中文（臺灣））.
15. ↑  . KADOKAWA.   [2021-10-09]. （原始内容存档于2021-10-09） （日语）.
16. ↑  . 台灣角川.   [2021-10-09]. （原始内容存档于2021-10-09） （中文（臺灣））.
17. ↑  . KADOKAWA.   [2021-10-09]. （原始内容存档于2021-10-09） （日语）.
18. ↑  . 台灣角川.   [2021-10-09]. （原始内容存档于2021-10-09） （中文（臺灣））.
19. ↑  . KADOKAWA.   [2014年8月28日] （日语）.
20. ↑  . KADOKAWA.   [2014年8月28日] （日语）.
21. ↑  . KADOKAWA.   [2014年10月15日] （日语）.
22. ↑  . KADOKAWA.   [2015年11月10日]. （原始内容存档于2021年10月27日） （日语）.
23. ↑  . KADOKAWA.   [2015年11月10日] （日语）.

## 外部連結
- 電擊文庫＆電擊文庫MAGAZINE （页面存档备份，存于）（日語）